# Christusbasilika (Barquisimeto)

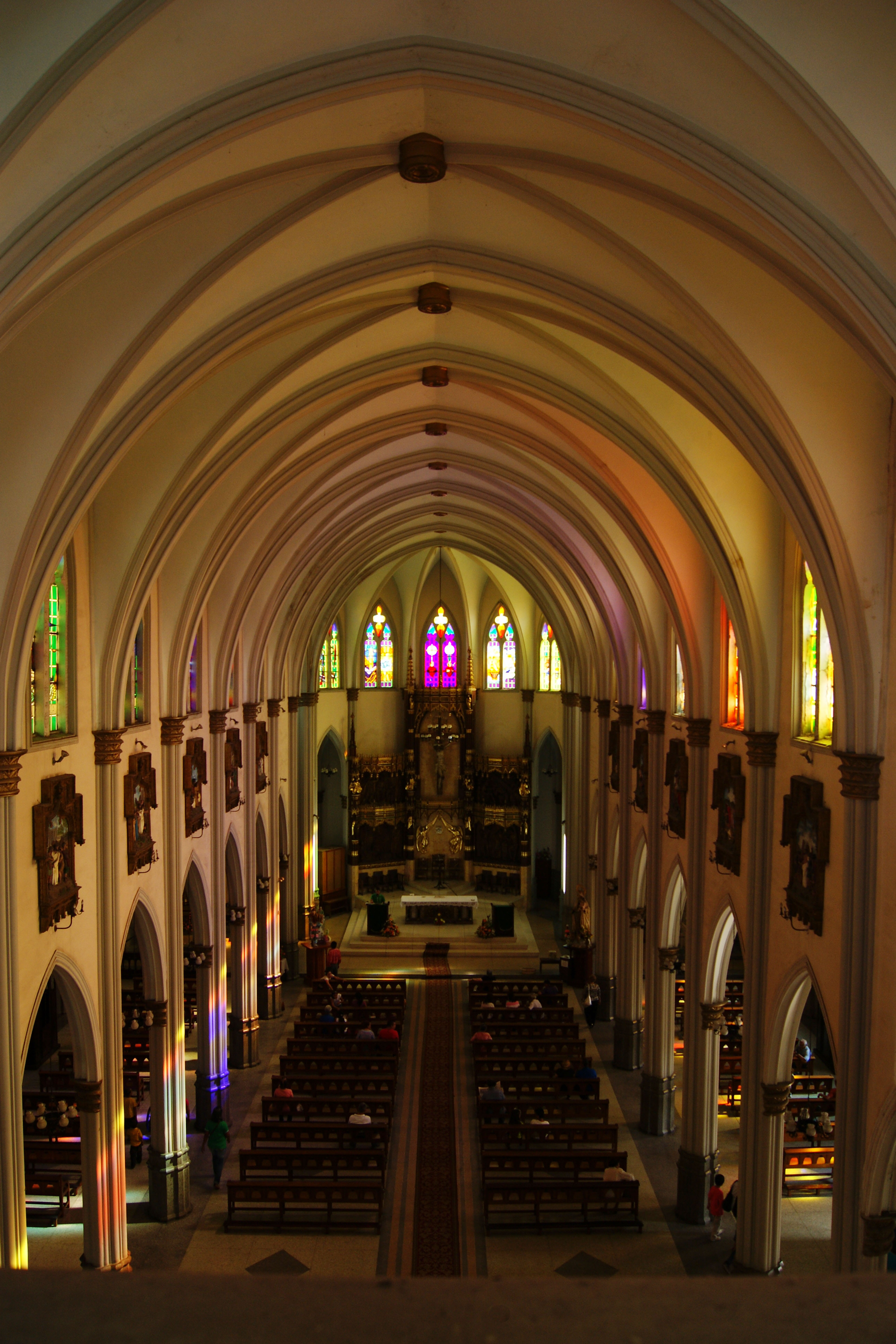
Innenraum

Die Basilika Christus der Gnade (spanisch Basílica del Santo Cristo de la Gracia) ist eine römisch-katholische Kirche in Barquisimeto, Hauptstadt des venezolanischen Bundesstaates Lara. Die Kirche des Erzbistums Barquisimeto wurde 1955 von den Redemptoristen fertiggestellt und trägt den Titel einer Basilica minor. 
Die Redemptoristen waren seit 1925 mit einem Gebetshaus an der Stelle vertreten. Sie legten 1940 den Grundstein für die neogotische Kirche, die 1955 geweiht werden konnte. Nach einem Antrag von 1989 erhielt die Kirche 1994 durch Papst Johannes Paul II. den Titel einer Basilica minor verliehen. Bedeutsam ist das aus Holz geschnitzte Kruzifix mit einer Höhe von drei Metern.